# La Punta (distrikt)
La Punta (spanska: Distrito de La Punta) är ett av sju distrikt som utgör den konstiutionella provinsen Callao vid Perus kust. La Punta gränsar i norr till Stilla havet, i öster till distriktet Callao; och i söder och väster återigen till Stilla havet. Dess territorium är en halvö i form av en spets som sticker ut från resten av provinsen (därför namet La Punta , ”spetsen”). La Punta har en yta av 0,75 km² vilket gör distriktet till det minsta i provinsen.
La Punta etablerades officiellt som distrikt den 6 oktober 1915. Befolkningen uppgår till 3 829 invånare, enligt folkräkningen 2017.